# Лазаров, Ехезкель

Йехезкель (Ехезкель) Лазаров в телесериале «Тот, кто читает мысли (Менталист)», Россия-Украина, 2018 год.

Йехезке́ль (Ехезке́ль) Лаза́ров (ивр. יחזקאל לזרוב‎; род. 8 февраля 1974, Тель-Авив, Израиль) — израильский актёр театра и кино, режиссёр, сценарист, танцор, хореограф, галерист.
Выступал в ведущих израильских театрах (в том числе «Гешер» и «Габима»).

## Биография
Ехезкель Лазаров родился 8 февраля 1974 года в городе Тель-Авиве (Израиль), в религиозной еврейской семье.
В школьные годы, в отличие от двух своих братьев, которые играли в баскетбол, занимался танцами, был чечёточником.
С восемнадцати до тридцати четырёх лет играл в театральных постановках, работал без выходных дней и отпусков. Профессионального актёрского образования не имеет.
Играл в израильском театре «Гешер» в Тель-Авив-Яффо, с которым неоднократно приезжал с гастролями в Москву.
В Израиле у Лазарова имеется собственная картинная галерея, где он ежегодно проводит большие фестивали искусств.
Открыл в Яффо также художественную школу с эстетическим уклоном, где дети учатся с шести лет и, помимо изучения общеобразовательных предметов, занимаются музыкой, живописью и танцами.
Кроме того, актёр снимается в кино, пишет пьесы, ставит спектакли, придумывает театральные декорации, увлекается фотографией.

### Семья
- Отец — Лазаров, репатриировался в Израиль из Болгарии[1].
- Мать — Косаева, её родители приехали в Израиль из Узбекистана, из Бухары, знали узбекский язык[1].
- Братья — двое[1].
- Жена — Алин (Алина) Лазарова[2], родилась в городе Черкассы Украинской ССР, в возрасте девятнадцати лет переехала в Израиль, знает иврит[1], работает художником по костюмам в израильском театре «Гешер» в Тель-Авив-Яффо[2].
  - Дочь — Яли Лазарова (род. 2006)[1].
  - Дочь — Эмма Лазарова (род. 2009)[1].
  - Дочь — Роми Лазарова (род. 2013)[1].

## Карьера

### Театр
- «Отцы и дети» (по мотивам романа И. С. Тургенева) — режиссура, сценография, сценическая редакция текста. Театр «Гешер», 2017.
- «Портрет Дориана Грея» (по мотивам романа О. Уайльда) — режиссура, сценография, сценическая редакция текста. Театр «Габима», 2017.
- «Страсть в сумерках» (короткие немые сценарии по мотивам пьес Х. Левина) — режиссура, сценография, сценическая редакция текста, 2016.
- «Алиса» (по мотивам произведений Л. Кэрролла) — режиссура, сценография. Театр «Гешер», 2015.
- «Дорога в небытие» (по мотивам романа Д. Гроссмана) — режиссура, сценография, сценическая редакция текста. Театр «Гешер», 2014.
- «Цитрусовый цвет» (по пьесе И. Соболя) — режиссура, сценография. Театр «Тмуна», 2014.
- «Иглу» — режиссура, сценография, драматургия, 2014.
- «Стемпенью» — совместная постановка с Эдной Мазе. Камерный театр, 2012.
- «Radio heaven» — режиссура, сценография, драматургия, 2007.
- «Хези» (моноспектакль) — режиссура, сценография, драматургия. Театр Гешер, 2006.

Исполнял главные и ведущие роли на протяжении 5 лет в театре «Гешер» и на протяжении 8 лет в Камерном театре.

### Кинематограф
| Год  |   | Русское название                    | Оригинальное название               | Роль |
| ---- | - | ----------------------------------- | ----------------------------------- | --- |
| 1997 | ф | «Запретная любовь»                  | «Dybbuk B'sde Hatapuchim Hakdoshim» | Hanan |
| 1999 | ф |                                     | «Headquarters: Warsaw»              | Danny |
| 2006 | ф | «Три матери»                        | «Shalosh Ima'ot»                    | Felix |
| 2007 | ф | «Убежище»                           | «Hamiklat»                          | Father |
| 2007 | ф | «Долг»                              | «HaChov»                            | Ehud |
| 2008 | ф | «Вальс с Баширом»                   | «Vals Im Bashir»                    | Carmi Cna'an |
| 2011 | ф | «Пятое небо»                        | «Ba-rakia ha-hamishi»               | Dov Markovsky |
| 2012 | ф | «Ананда»                            | Оригинальное название неизвестно    | Yonatan |
| 2012 | ф | «Мир забавен»                       | «Haolam Mats'hik»                   | Roni |
| 2014 | ф | «Воспитательница»                   | «Haganenet»                         | Amnon Pollaсk |
| 2016 | ф |                                     | «Mama's Angel»                      | Eythan Tamir |
| 2017 | ф | «Мата Хари»                         | Оригинальное название неизвестно    | Костелло |
| 2018 | ф | «Тот, кто читает мысли (Менталист)» | «Тот, кто читает мысли (Менталист)» | Даниил Романов, бывший «экстрасенс» (менталист), физиономист, психолог-консультант особого следственного отдела по расследованию убийств при министерстве юстиции (роль озвучил Кирилл Кяро) |